# Trato gastrointestinal superior
O trato gastrointestinal superior é composto pela boca, pela faringe, pelo esôfago e pelo estômago.
Na boca, ocorre o processo de mastigação que, junto com a salivação, secreção das glândulas salivares (água, muco e enzima), degrada o amido pela ação da ptialina (que inicia o processo de digestão dos carboidratos presente no alimento), em maltose, e ainda faz os movimentos impulsionatórios que ajudam a deglutir o alimento, fazendo-o passar ao esôfago.
A faringe pertence tanto ao sistema respiratório como ao digestório. Ela auxilia no processo de deglutição (ato de engolir). O esôfago é o canal de passagem para onde o bolo alimentar é empurrado por meio de contrações musculares (movimentos peristálticos) até o estômago.
No estômago, inicia-se o processo de quimificação, no qual atua a pepsina, enzima que transforma (quebra) as proteínas em peptídeos (cadeias menores de aminoácidos). O estômago é um órgão em formato de bolsa com o pH em torno de 2 (muito ácido). Ele pode ficar horas misturando o bolo alimentar em seu interior com a secreção gástrica (água, muco, ácido clorídrico e enzimas). O bolo alimentar torna-se mais líquido e ácido passando a se chamar quimo e vai sendo, aos poucos, encaminhado para o duodeno.